# Kępa Lubawska
Kępa Lubawska is een plaats in het Poolse district  Buski, woiwodschap Święty Krzyż. De plaats maakt deel uit van de gemeente Pacanów en telt 198 inwoners.